# 조너선 리브스만

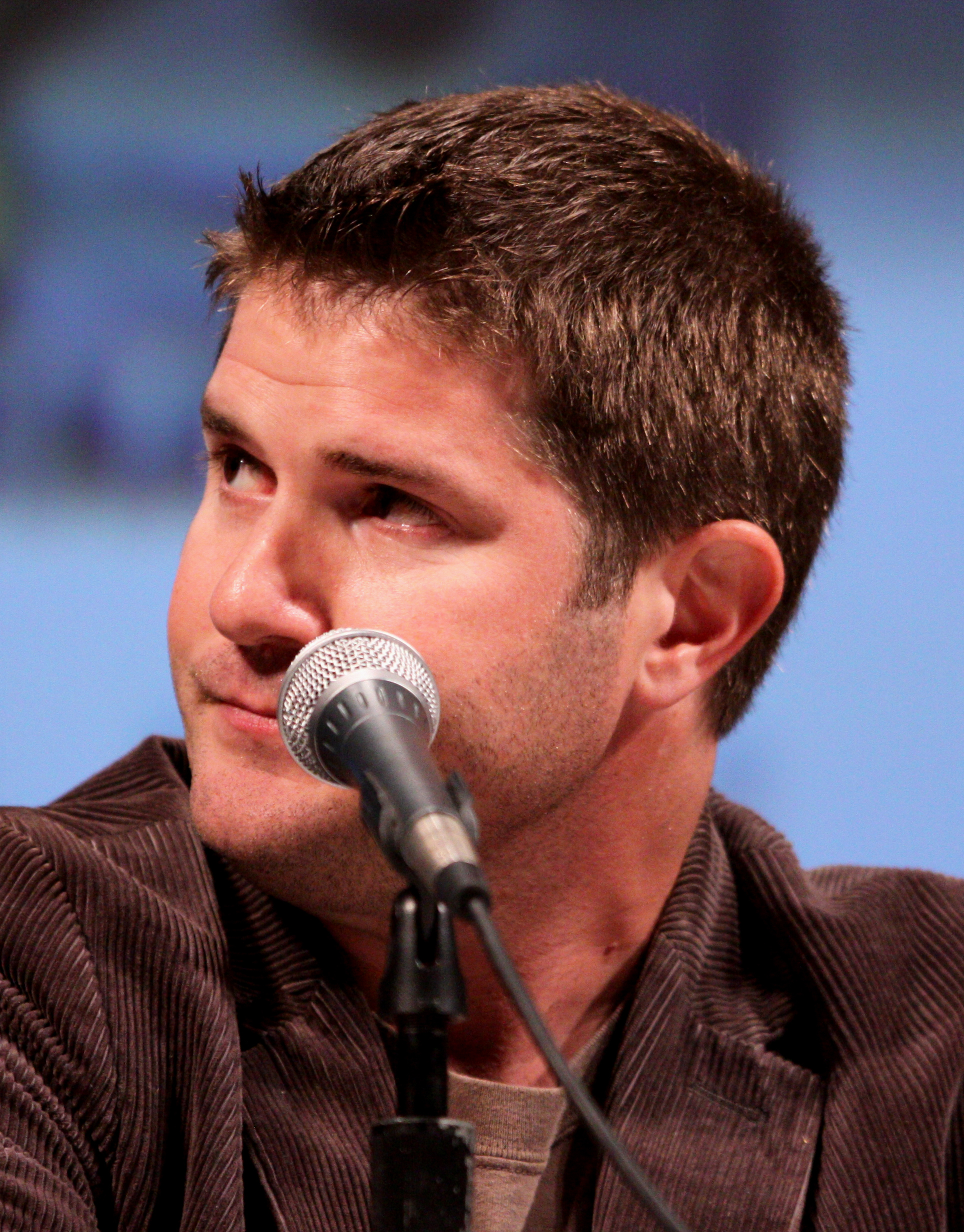
조너선 리브스만

조너선 리브스만(Jonathan Liebesman, 1976년 10월 15일 ~ )은 남아프리카 공화국의 영화 감독이다.